# Editorial Germania
Editorial Germania S.L. es una empresa editorial con sede en Alcira (Valencia). Fue fundada en diciembre del año 2000 por el poeta Antoni Martínez Peris.
Germania publica tanto libros de ficción como de no-ficción, obras clásicas como contemporáneas, de autores nacionales como extranjeros, en lenguas como por ejemplo catalán, castellano, inglés o francés. Su espacio de actuación es todo el Estado español. 

## Catálogo
Su catálogo contiene más de un millar de títulos que agrupados en un total de dieciséis colecciones. Ha publicado, entre otros, obras de Manel Alonso, Francesc Mompó, Manel Rodríguez-Castelló o Pasqual Mas.